# Colonización alemana de Valdivia, Osorno y Llanquihue

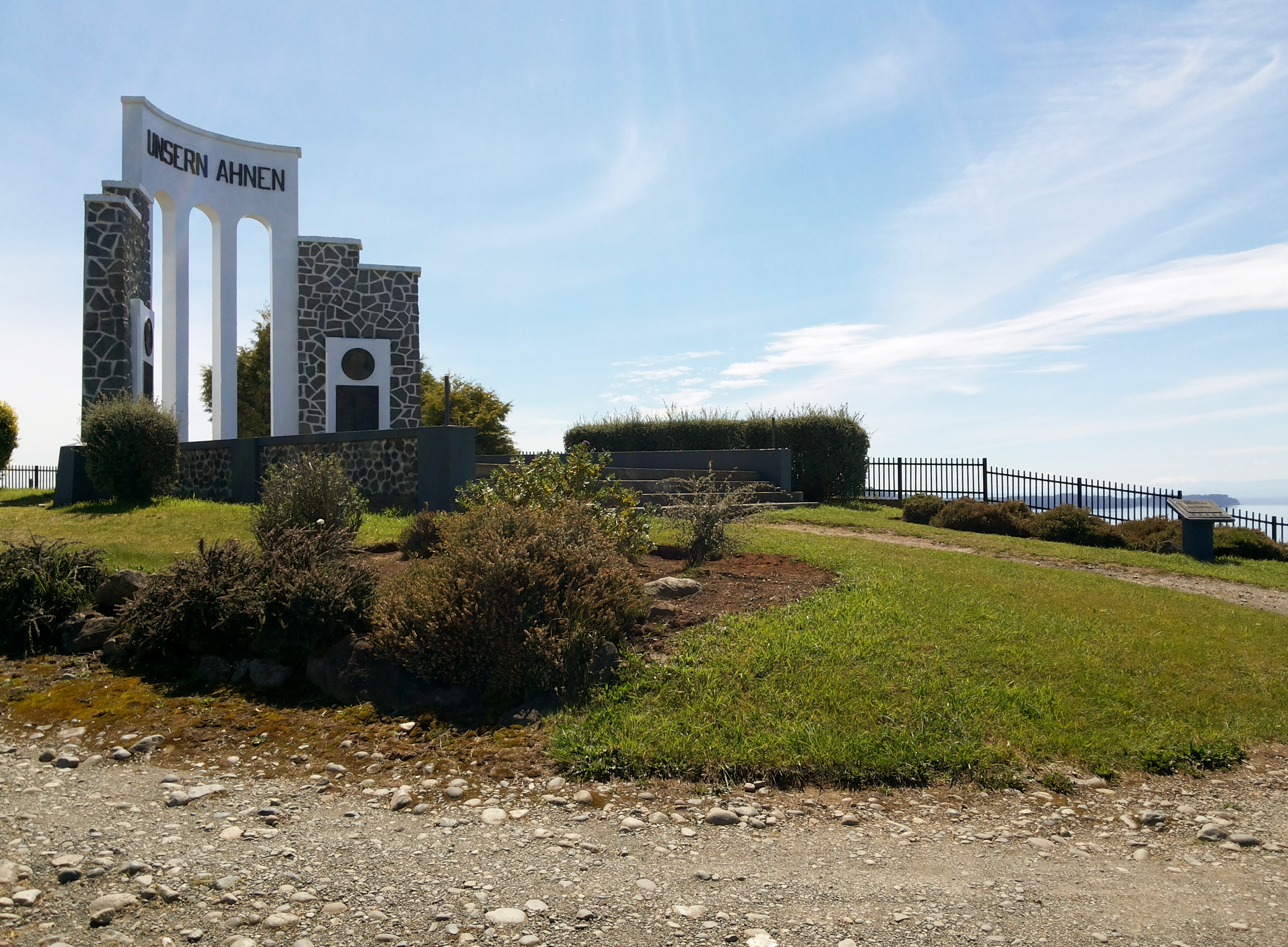
Unsern Ahnen, monumento "en reconocimiento a la labor de los inmigrantes alemanes del lago Llanquihue" en Totoral, Llanquihue.

La colonización alemana de Valdivia, Osorno y Llanquihue se refiere al proceso histórico iniciado por el Estado chileno, para promover el establecimiento de colonos de origen alemán en los territorios de las actuales provincias de Valdivia, Ranco, Osorno y Llanquihue. Antes de este proceso, estos territorios se encontraban poblados por población mestiza de origen colonial, principalmente de cultura chilota, así como también parcialmente de los huilliches y los extintos cuncos.
Desarrollado principalmente entre 1850 y 1875, este proceso fue el antecedente histórico para los posteriores procesos de asentamiento de colonias europeas en La Araucanía, desde 1883, y Chiloé desde 1895.

## Antecedentes
Durante el período hispánico, la guerra de Arauco había impedido el establecimiento duradero de los españoles al sur del río Biobío. Las pocas ciudades fundadas durante la conquista de Chile en esa zona habían desaparecido tras la batalla de Curalaba. 
Luego de ello, la zona sur sólo estaría habitada por los españoles en Valdivia (refundada en 1684), además del archipiélago de Chiloé (colonizado en 1567).
Así, aunque los límites de Chile a comienzos del siglo XIX se extendían oficialmente por el sur hasta el cabo de Hornos, tras la independencia solo se tenía control efectivo hasta el Biobío, con enclaves en Valdivia (incorporada a Chile en 1820), en Osorno y Río Bueno (incorporados en 1822); y el archipiélago de Chiloé (incorporado en 1826). 
Respecto a la presencia esporádica de los españoles en la zona, a pesar de que desde la plaza del gobierno de Valdivia era más fácil el acceso hacia la zona, fueron los españoles habitantes del gobierno de Chiloé los que en el siglo XVII mantuvieron mayor contacto con este territorio por medio de malocas esclavistas; en una época tuvieron una frontera “de guerra viva” con salidas desde Chacao, Carelmapu y Calbuco. Debido a ello, los huilliches terminaron por abandonar los terrenos vecinos a los fuertes chilotes asentados en el territorio de la actual provincia de Llanquihue, por lo que en el siglo XVIII se consideraba deshabitado el territorio boscoso de esa zona e incluso poco poblados a los llanos de Osorno (las malocas españolas finalmente dejaron de realizarse por orden de la Capitanía General).

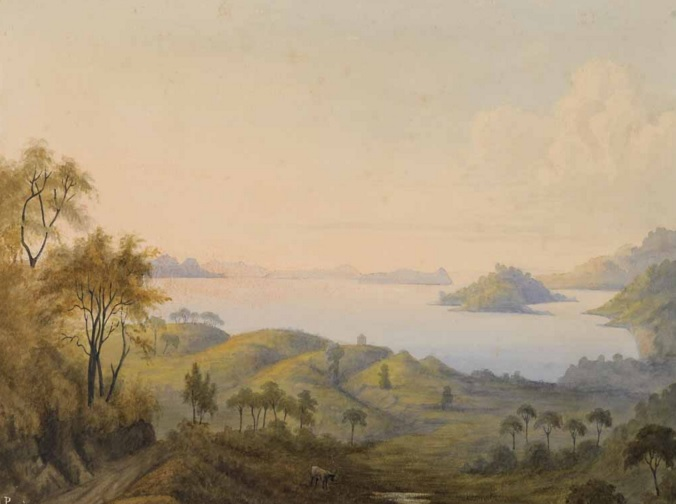
Vista del lago Llanquihue por Pedro José Amado Pissis.

Posteriormente, a principios de 1778 se fundó la misión San Pablo Apóstol de Río Bueno, y en 1793 se construyó el fuerte San José de Alcudia (actual Río Bueno); unos años más tarde se produciría la refundación de la ciudad de Osorno y la creación de la ruta terrestre del Camino Real, para dar una mayor seguridad y abastecimiento de toda la región comprendida entre Valdivia y Chiloé.
El proceso de recolonización española se produce en la región a partir de 1795, época en que en la zona norte del río Bueno comienza a establecerse la propiedad hacendal; ya casi al finalizar la monarquía en América, los españoles hacendados en Valdivia igualmente tomarían posesión de la totalidad de los llanos existentes al norte del río, comenzando la expansión española hacia el sector del Calle Calle y también a San José de la Mariquina, al norte de Valdivia. Luego, al sur del río Bueno se establecerían las haciendas de El Pilar, Cateu, Quilacahuin, El Roble, Bella Vista, Curaco, Conta y Chan Chan. A fines de la monarquía, se conservaban en manos huilliches solo pequeñas propiedades en el llano y gran parte del territorio de la costa, específicamente el gran espacio geográfico que se extiende entre los ríos Rahue y Negro por el oriente, el sector de Hueyusca (en Purranque) por el sur, el río Bueno por el norte, y el océano Pacífico por el poniente. Este proceso de adquisición de tierras indígenas previo a la independencia de Chile marca la diferencia en la historia de la propiedad en el territorio huilliche respecto a la zona de la Araucanía, en la que se producidiría la posterior ocupación.
Es así como a comienzos del siglo XIX la jurisdicción de la antigua provincia de Valdivia incluía hasta Osorno y Río Bueno en el sur, pero solo se hallaban habitadas las ciudades y los alrededores de Valdivia, Río Bueno y Osorno, además de algunos lugares del trazado del Camino real. Hacia el sur, la antigua provincia de Chiloé se expandía hacia el norte hasta la zona de Purranque, pero su poblamiento se limitaba a las riberas del canal de Chacao, los poblados costeros de Carelmapu y Maullín, las islas del archipiélago de Calbuco y el territorio de Melipulli, futura ciudad de Puerto Montt. El resto de esta zona, principalmente al norte y oeste de Osorno, se encontraba poblado por población indígena, en parte por influencia de las delimitaciones territoriales impuestas por el Parlamento de las Canoas de 1793.

## Proceso de colonización alemana

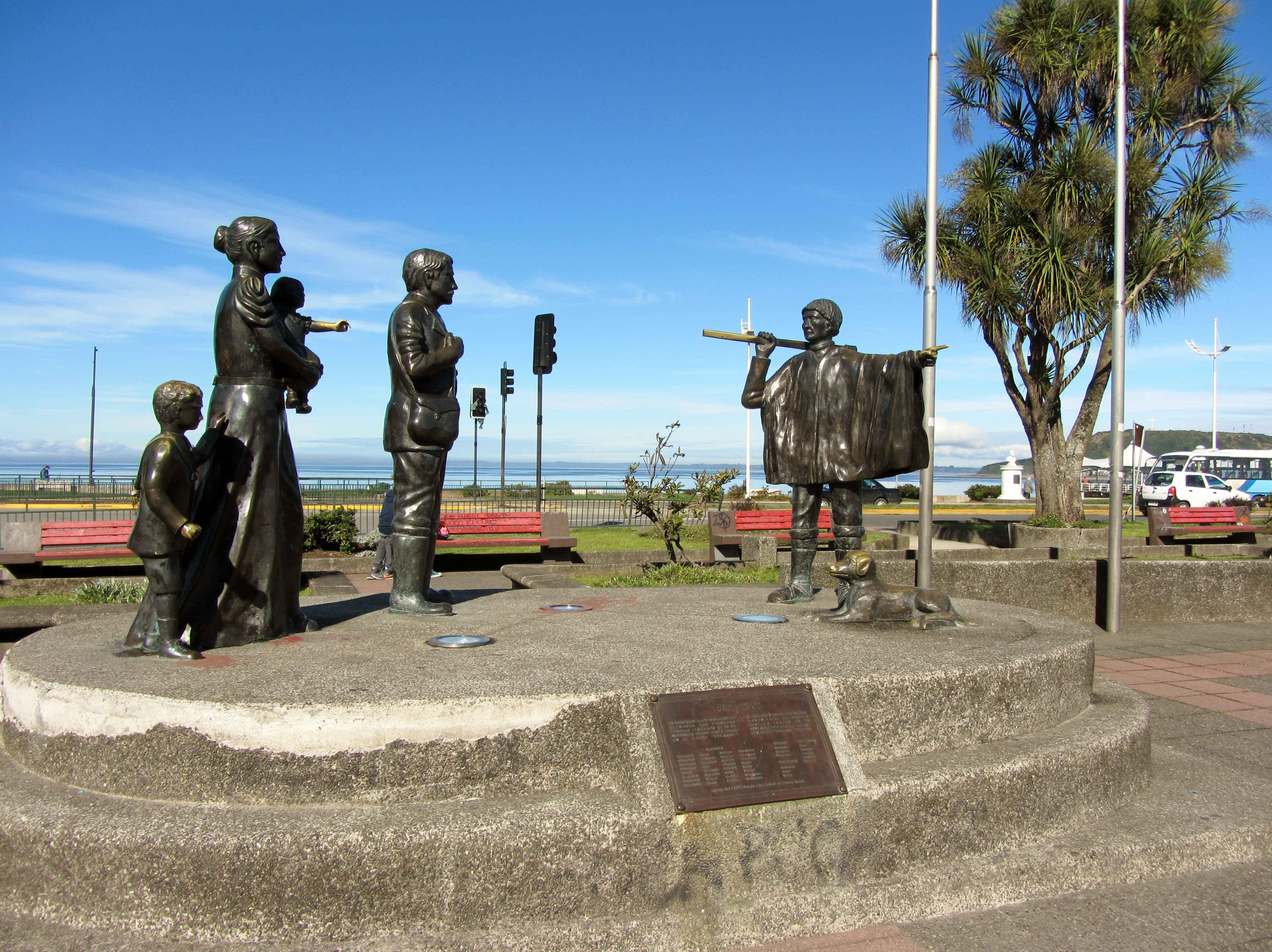
Monumento a la Colonización Alemana (2002), obra del escultor Germán Miño en Puerto Montt.

### Primeros intentos de colonización
Durante la década de 1840, comienzan a plantearse las primeras ideas asociadas a desarrollar un proceso de establecimiento de colonias en las provincias de Llanquihue y Valdivia, con tres objetivos básicos: la explotación de los abundantes recursos naturales de la zona sur del país, incorporar efectivamente dichos territorios a la soberanía del país y así evitar la ocupación de la zona por potencias extranjeras, y llevar población de origen europeo a zonas donde principalmente comunidades nativas.
Los territorios de Osorno y Valdivia contaban por entonces con una población dispersa, compuesta principalmente de grupos huilliches que vivían a orillas de los ríos y lagos de forma eventual, pero cuyo territorio se extendía hacia zonas cordilleranas, lugares donde accedían solo temporalmente en busca de recursos de caza, recolección y pastoreo, pero prefiriendo las riberas navegables de los ríos y las zonas aledañas al mar. En la zona de Llanquihue existían grandes zonas cubiertas de bosque que estaban en su mayor parte deshabitadas de comunidades indígenas, producto de las malocas esclavistas realizadas hasta el siglo XVIII por los españoles de Chiloé. Junto a la población indígena, existía un creciente grupo de población de cultura chilota procedente de las islas de Calbuco y Chiloé, que para la década de 1840 había logrado cierta expansión territorial al interior de la provincia, a partir de su principal asentamiento en el Astillero de Melipulli.

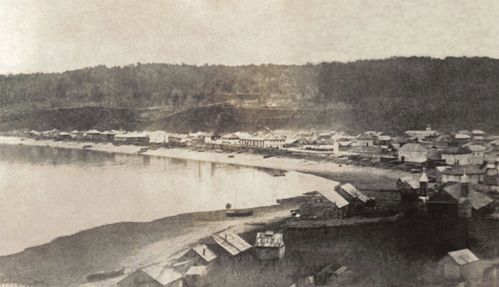
Fundación de Puerto Montt. Junto a Valdivia y Osorno, es una de las ciudades símbolo de la colonización alemana en Chile

En este contexto, en 1842 el expatriado alemán Bernhard Eunom Philippi envió una primera propuesta de colonización alemana del sur al gobierno chileno, insistiendo en ello dos años después, siendo en ambas ocasiones rechazado por la autoridad. Este segundo esquema proponía la colonización de las orillas del Lago Llanquihue y la boca del río Maullín, junto a un plan para hacer navegable este río.
En 1844 Philippi formó una sociedad con Ferdinand Flindt, un comerciante alemán de Valparaíso, quien también representaba a Prusia como cónsul. Con su apoyo compró tierras en Valdivia y al sur del Río Bueno para ser entregado a futuros inmigrantes. Rodolfo Philippi, hermano de Bernhard, apoyó este plan a través del reclutamiento de las primeras nueve familias en Alemania, quienes llegaron a Chile en 1846 a bordo de una de las embarcaciones de Flindt. Sin embargo, al momento de su arribo a suelo chileno, Flindt se encontraba en bancarrota y sus propiedades habían sido adquiridas por Franz Kindermann, otro comerciante alemán. Si bien este mantuvo el apoyo a la colonización y se hizo cargo de las responsabilidades de Flindt, también se caracterizó por realizar adquisiciones de tierras de dudosa legalidad junto a su suegro Johann Renous. Estas operaciones fueron luego declaradas nulas por el Estado chileno, por lo que los primeros inmigrantes fueron finalmente asentados en Isla Teja en Valdivia,  En medio de este proceso, en 1845 el gobierno del presidente Manuel Bulnes, promulga la Ley de Colonización y Tierras Baldías, que da sustento legal a futuras iniciativas de esta índole.

### Colonización patrocinada por el Estado

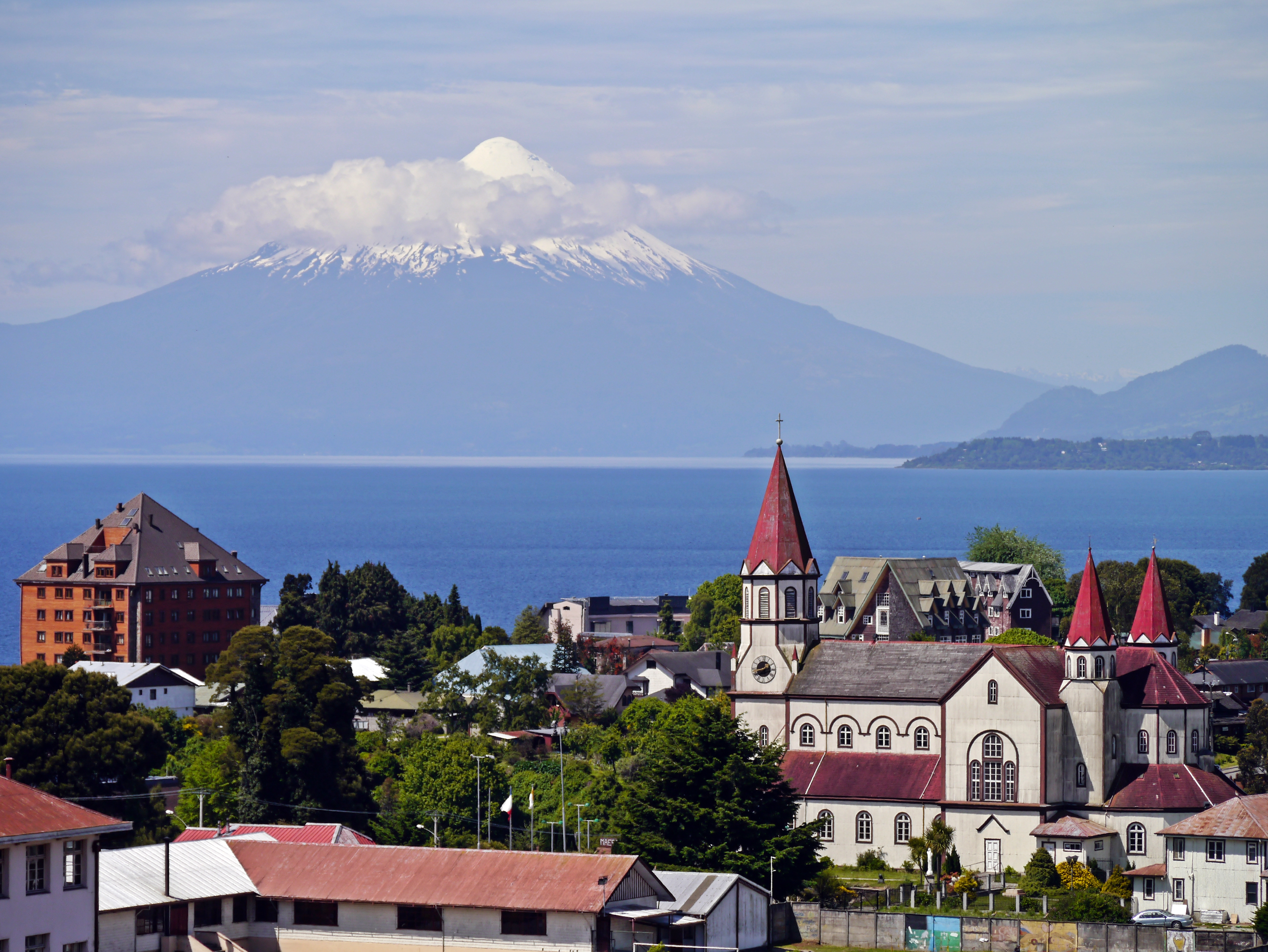
Iglesia del Sagrado Corazón de Jesús de Puerto Varas, construida por descendientes de colonos inspirados en las iglesias de Baden-Wurtemberg, Alemania

El estallido de la Revolución alemana de 1848 persuadió a Philippi a viajar a Alemania a reclutar nuevos colonos. El gobierno chileno originalmente le ordenó reclutar entre 180 y 200 familias católicas, aunque luego fue autorizado a reclutar también inmigrantes protestantes, debido a la reticencia de los sacerdotes católicos de permitir la migración de sus feligreses. Philippi tuvo éxito, por otro lado, en que el gobierno fijara los precios de las tierras de colonización, de forma de evitar la especulación. La mayoría de los inmigrantes reclutados por Philippi en el periodo 1848-1851 fueron protestantes, mientras que las pocas familias católicas fueron vecinos pobres de Württemberg.
Los primeros inmigrantes de este nuevo plan de colonización llegan finalmente en 1850 y son recibidos en la ciudad de Valdivia, donde Vicente Pérez Rosales había sido designado como agente a cargo del asentamiento de los nuevos habitantes. En este grupo se encuentra Carlos Anwandter, quien por sus antecedentes como líder político durante la revolución del 48, toma el liderazgo de la nueva colonia.

Seremos chilenos honrados y laboriosos como el que más lo fuere, defenderemos a nuestro país adoptivo uniéndonos a las filas de nuestros nuevos compatriotas, contra toda opresión extranjera y con la decisión y firmeza del hombre que defiende a su patria, a su familia y a sus intereses. Nunca tendrá el país que nos adopta por hijos, motivos de arrepentirse de su proceder ilustrado, humano y generoso...
Carlos Anwandter, inmigrante alemán, 18 de noviembre de 1851

Pérez Rosales sucedió a Philippi como agente del gobierno en Europa en 1850, retornando dos años después con muchas familias, a las que asentó en las costas del Lago Llanquihue,

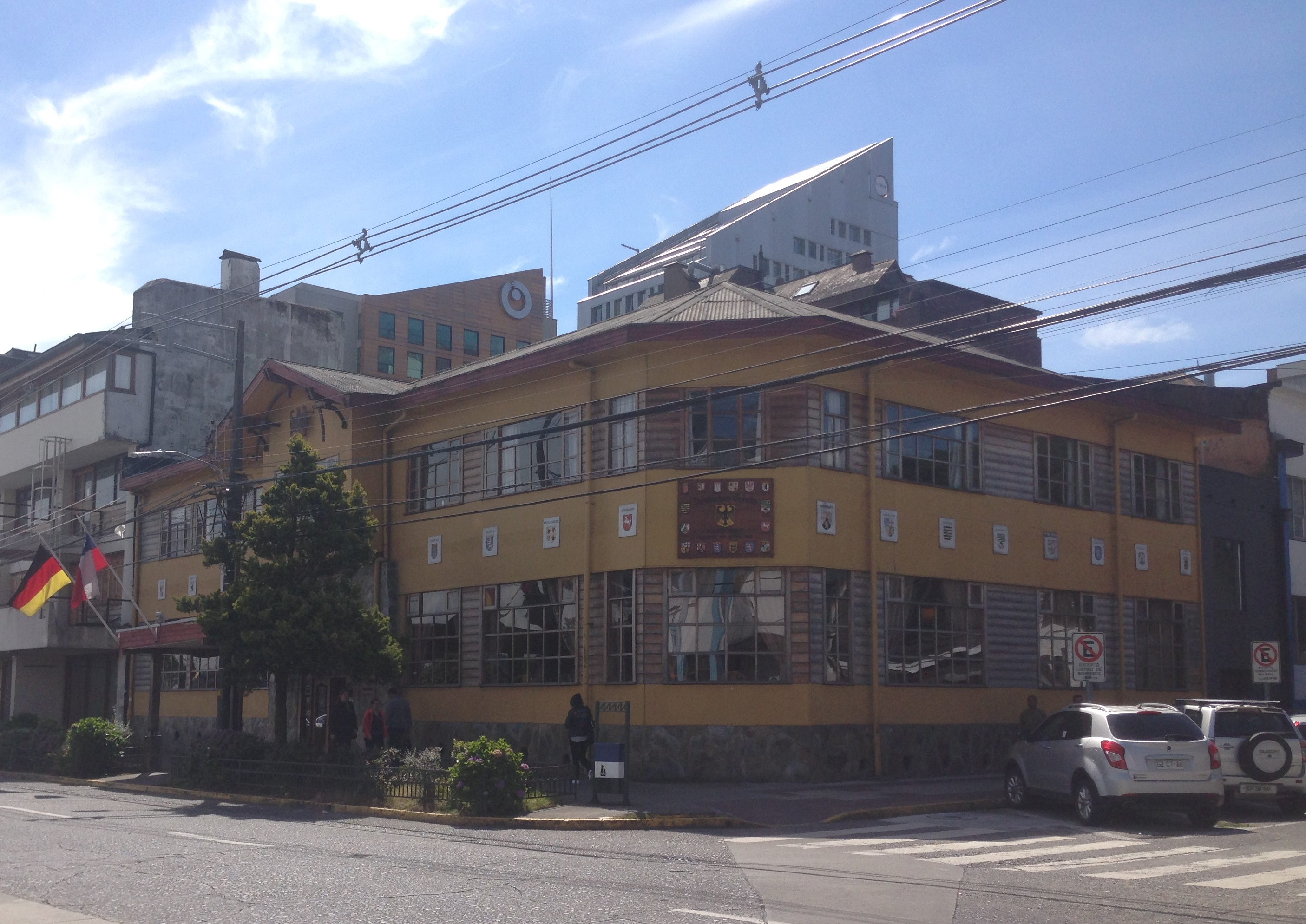
Club Alemán (Deutscher Verein) de Puerto Montt

La colonización de Valdivia y Osorno duró hasta 1858, mientras que las costas del Lago Llanquihue fueron colonizadas mayoritariamente entre 1852 y 1875. Este último territorio, hasta entonces dependiente de la Provincia de Chiloé, se desarrolló rápidamente, y en 1853 se estableció como una jurisdicción propia, bajo la figura del Territorio de Colonización de Llanquihue. Este territorio incluyó tierras entre los 40°50' y 41°45' de latitud sur, limitando al norte con la provincia de Valdivia y al sur con la provincia de Chiloé, abarcando el seno de Reloncaví. En este contexto, se fundan las ciudades de Llanquihue (19 de junio de 1852), Puerto Montt (12 de febrero de 1853), Puerto Varas (12 de febrero de 1854) y Frutillar (23 de noviembre de 1856). La situación legal del territorio de colonización cambia en 1861, cuando se establece formalmente como una provincia regular. Para 1871 Puerto Montt contaba con más de 3.000 vecinos, y la provincia de Llanquihue había alcanzado los 17.538 habitantes.
En comparación a los inmigrantes alemanes que se asentaron en las grandes ciudades y puertos del norte de Chile, los alemanes del sur mantuvieron mucho de su cultura alemana o Deutschum, desarrollando con el tiempo un identidad dual tanto chilena como alemana. Al respecto, el explorador sueco Carl Skottsberg señalaría:

Valdivia, situada a cierta distancia de la costa, en el río Calle-Calle, es una ciudad alemana. En todas partes te encuentras con caras alemanas, letreros y carteles en alemán junto a los que están en español. Hay una gran escuela alemana, una iglesia y varios clubes, grandes fábricas de zapatos y, por supuesto, cervecerías
 Carl Skottsberg

## Vínculos con otras comunidades

### Relaciones con pueblos originarios
Los primeros colonos alemanes mantuvieron buenas relaciones con sus vecinos huilliches, en contraste con una más compleja relación inicial con la elite hispano-criolla de Valdivia, a la que consideraba perezosa. Un panfleto publicado en Alemania por Franz Kindermann para atraer inmigrantes, señala que si bien ni los chilenos (de ascendencia hispana) ni los mapuches tenían hábitos de trabajo, al menos estos últimos eran honestos. Similar opinión manifestó Carl Andwanter, quien llegó a señalar que "Los indios que viven [...] a nuestro lado son personas absolutamente pacíficas e inofensivas, con quienes tenemos un trato mejor que con los chilenos de origen español".
El intercambio comercial entre alemanes y chileno-alemanes con pueblos indígenas no fue infrecuente, y algunos comerciantes alemanes se orientaron específicamente a ellos. Por ejemplo, en San José de la Mariquina los huilliches se convirtieron en los principales clientes de los comerciantes alemanes. Por otro lado, se desarrolló una pujante industria de cuero alemán a partir del intercambio con indígenas del otro lado de los Andes, la que existió hasta que, en el contexto de la Conquista del Desierto, el ejército argentino desplazó a estas comunidades de la zona.
Las relaciones entre alemanes e indígenas, sin embargo, se fueron enfriando con el tiempo. Esto se relacionó con la transformación de la colonia alemana en la nueva elite europea del sur de Chile, así como su adopción de costumbres de la antigua elite hispano-criolla. Otra razón que deterioró las relaciones fue que los inmigrantes alemanes, así como sus descendientes, comenzaron a involucrarse progresivamente en conflictos de tierra, expandiéndose más allá de los límites originales de los proyectos de colonización. Esto afectó principalmente a algunas comunidades de la zona de Osorno y Río Bueno, que con el tiempo fueron desplazadas desde el valle central hacia sectores costeros de las provincias de Osorno y Valdivia.
La toma de tierras por parte de colonos alemanes fue uno de los factores que llevaron a que el cacique Mañil llamara, en 1859, a un levantamiento para recuperar el control sobre su territorio. De acuerdo a Mañil, el gobierno chileno había entregado tierra huilliche a inmigrantes, pese a que se trataba de tierras que no se encontraban bajo su control. Si bien este llamado no tuvo eco en las comunidades más sureñas y próximas a los colonos alemanes, fue considerado una alerta por las autoridades chilenas, dando fuerza a la idea de incorporar a su control las tierras, hasta entonces autónomas, de la Araucanía.
En 1893 los indígenas protestaron por escrito ante las autoridades y corrió el rumor de que el lonco Juan Andrés Antiñirre había iniciado una rebelión con una fuerza numerosa y que estaban destruyendo propiedades y robando ganado. Un grupo de civiles capturó a Antiñirre y lo llevó a Puerto Montt. Tras un juicio se determinó que las acusaciones habían sido exageradas.

### Relaciones con la población chilena no indígena
En su relación con la población chilena de origen español, el historiador Jean-Pierre Blancpain plantea una diferencia entre las comunidades en torno a Valdivia, y las asentadas alrededor del Lago Llanquihue. En las primeras, si bien identifica un rechazo mutuo inicial, debido al mayor nivel de educación y riqueza de los inmigrantes alemanes en el contexto de la revolución de 1848, se habría tratado más bien de diferencias de clases sociales, que aminoran con el tiempo y dan paso a una sociedad urbana multicultural y de ribetes más bien liberales.
En el caso de los colonos alemanes del Lago Llanquihue las relaciones habrían evolucionado de forma distinta, ya que el origen social de esta segunda oleada de colonos habría sido más precario, su asentamiento en condiciones selváticas más hostiles, y la población chilota de la zona, menos ilustrada que la de Osorno y Valdivia. De esta forma, esta segunda colonización habría dado origen a una sociedad colonial más estamental, endogámica y orgullosa de su identidad alemana.
En sus relaciones con las clases altas del país, se ha planteado la existencia de un inicial rechazo por parte de los sectores conservadores, quienes veían en los alemanes de Valdivia a una elite liberal, desarrollada al margen de la zona de influencia económica de la oligarquía del valle central. A ello se sumaba su carácter mayoritariamente protestante, en el contexto de un país donde la religión oficial del Estado seguía siendo católica. En este sentido, algunos sectores de la oligarquía llegaron a plantear que el proceso de atracción de colonos alemanes debía orientarse a trabajadores agrícolas católicos, que pudiesen incorporarse a los fundos de la zona central, y no a producir una burguesía liberal y protestante en una región aislada.
Estas diferencias, sin embargo, se reducen con el tiempo, en la medida que el Estado se seculariza, y los descendientes de los primeros colonos comienzan a integrarse en la oligarquía nacional. En este proceso de integración, además, se destaca la vinculación económica de las colonias luego de la ocupación de la Araucanía a partir de 1880, y en particular con la llegada del ferrocarril a Puerto Montt en 1912, que conectó definitivamente a las provincias de Valdivia, Osorno y Llanquihue a la economía nacional.

### Relaciones con Alemania
Los mayoría de los colonos alemanes llegados al sur de Chile lo hicieron antes de que, en 1871, se fundara el Estado alemán, por lo que en principio sus relaciones con los Estados alemanes eran fundamentalmente económicas, en un contexto donde no había dudas de su identificación nacional con el Estado chileno que los había acogido. Sin embargo, en la medida que se produce la consolidación política y militar del Imperio Alemán, se produce también una expansión internacional de las instituciones alemanas, que ven en las colonias del extranjero una oportunidad de expandir su influencia a nivel internacional. En este contexto se fundan una serie de instituciones que buscan darle un carácter nacional alemán a las colonias en el extranjero, siendo representativo de este proceso la fundación de la Liga Chileno-Alemana de Cultura en 1916.
La persistencia de la identidad alemana en las comunidades del sur de Chile levantó temores en observadores de Estados Unidos, así como expectativas en autoridades del Imperio Alemán y la Alemania nazi, en relación con su posible rol como una extensión del Estado alemán en Sudamérica. Sin embargo, esto no ocurrió de forma significativa.

## Consecuencias

### Impacto económico

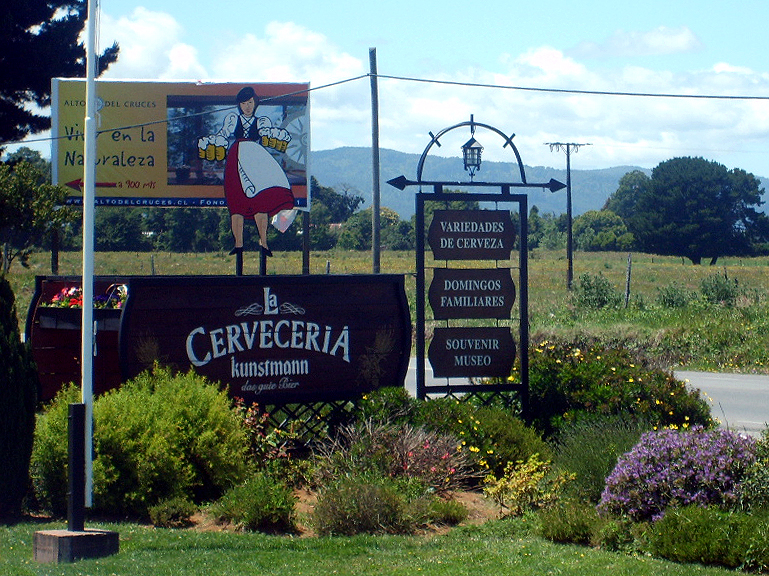
Cervecería Kunstmann en Valdivia.

Cerca de 6.000 colonos alemanes se asentaron en el sur de Chile entre 1850 y 1875, de los cuales 2800 lo hicieron en Valdivia y sus alrededores. Un 19% de los colonos de Valdivia llegó de Hesse, y un 45% de ellos había trabajado como artesanos en Alemania. El segundo grupo más numeroso fue el de los granjeros (28%), seguido por los comerciantes (13%). La mayoría de los colonos que llegaron a Valdivia llevaron consigo sus activos, incluyendo maquinaria y otros bienes, y los de mayores ingresos proveyeron crédito a los más pobres. La naturaleza de esta primera ola de inmigrantes contribuyó al aspecto urbano cosmopolita de la ciudad, especialmente si se le comparaba con la situación y de Osorno y Llanquihue.
Los primeros asentamientos alemanes desarrollaron economías de subsistencia, pero en la medida que se desarrollaron vías de comunicación, la economía de las colonias se conectó con el mercado nacional e internacional, principalmente a partir de la exportación de recursos naturales, como maderas de la selva valdiviana. Esto se hizo particularmente notorio luego de 1870, cuando mejoraron las vías de comunicación de la zona del Lago Llanquihue. Por otro lado, colonos alemanes como Carlos Wiederhold, Federico Hube y Adolfo Achelis, llegaron a controlar el comercio a través de pasos fronterizos con Argentina, influyendo en el poblamiento de la zona de Bariloche.
En Osorno, la actividad industrial alemana declinó en la década de 1920, al mismo tiempo que la economía de la ciudad se orientó hacia la ganadería. Con la propiedad de la tierra concentrada en pocas familias, muchos huilliches de Osorno se convirtieron en inquilinos de grandes propiedades (latifundios) en manos de alemanes.
Entre los logros atribuidos a los inmigrantes alemanes se cuenta una profundización de la división del trabajo en la zona, la introducción del salario en la agricultura, y el establecimiento de la primera cervecería de Chile en Valdivia en 1851, propiedad de Carl Anwandter. Otras industrias que se desarrollaron durante este periodo fueron la de los embutidos, el cuero y el vidrio, impactando en el desarrollo de las ciudades de las actuales provincias de Valdivia, La Unión, Osorno y Llanquihue. Sin embargo, algunos observadores extranjeros construyeron relatos exagerados de este impacto en los asuntos locales. Por ejemplo, el editor estadounidense Isaac F. Marcosson escribió, en 1925, que Valdivia era "una colección de casas de barro" antes de la llegada de los alemanes.

### Impacto cultural

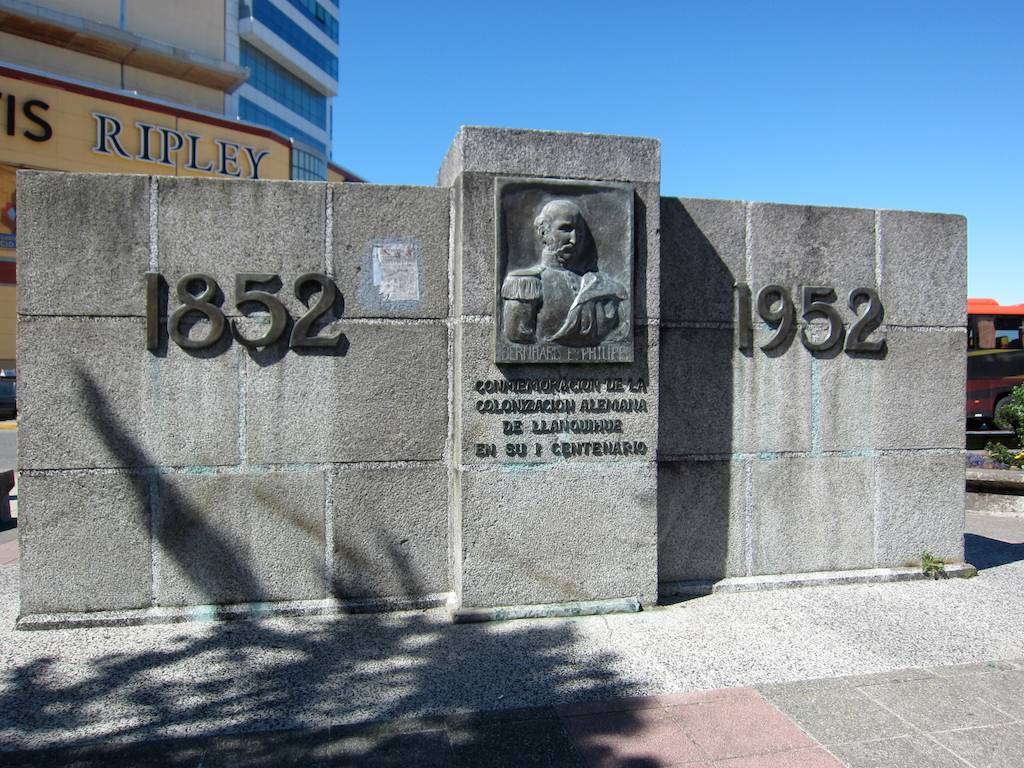
Monumento conmemorativo del primer centenario de la colonización alemana en Llanquihue; Puerto Montt.

En el ámbito cultural, se fundaron numerosas escuelas y clubes alemanes que aún perduran, un diario en lengua alemana (Valdivia's Deutsche Zeitung), así como una extensa red de iglesias luteranas.  
Si bien la población alemana en las regiones del sur siempre fue una minoría que nunca sobrepasó el 5% de la población total, su liderazgo en la economía y la cultura local influyó fuertemente la arquitectura, cultura y tradiciones de las ciudades de las actuales regiones de Los Ríos y Los Lagos. Aunque a lo largo del siglo XX esta influencia disminuyó producto del paso del tiempo, varias festividades folklóricas locales recuerdan su origen, tales como la Bierfest de Llanquihue y el Día del Kuchen (Kuchenfest) de Puerto Varas. 
En términos lingüísticos, se ha señalado que, durante la segunda mitad del siglo XIX, el prestigio del idioma alemán llevó a que se convirtiera en un superestrato de la lengua castellana del sur de Chile, llevando a una declinación temporal del uso del español como lengua de la elite regional, ejemplificado en un relato de la familia Manns, donde se señala que los chilenos mestizos hablaban alemán con sus patrones y mapudungún con sus clientes indígenas. Este fenómeno se ha asociado a que, en el sur de Chile, se usen palabras como murra (con r gutural), en lugar de zarzamora, y bochas, en lugar de canicas. En términos dialectales, el idioma alemán hablado en la zona del Lago Llanquihue dio origen al lagunen-deutsche, una forma local de alemañol.

### Impacto ambiental
Vicente Pérez Rosales quemó grandes extensiones de selva valdiviana para limpiar tierras para los colonos, abarcando una franja territorial de la depresión intermedia desde el Río Bueno hasta el Seno de Reloncaví. Uno de los mayores incendios provocados durante esta época fue el del incendio de alerzales entre Puerto Varas y Puerto Montt en 1863, de forma de aprovechar una sequía ocurrida durante dicho año, y el incendio intencional de la selva de Chan Chan, entre Osorno y La Unión. Estos incendios se realizaron con el objetivo de lograr un rápido desarrollo de la agricultura alemana, aunque, por otro lado, impactaron severamente en términos de erosión de suelos y sedimentación de ríos.

## Monumentos y museos

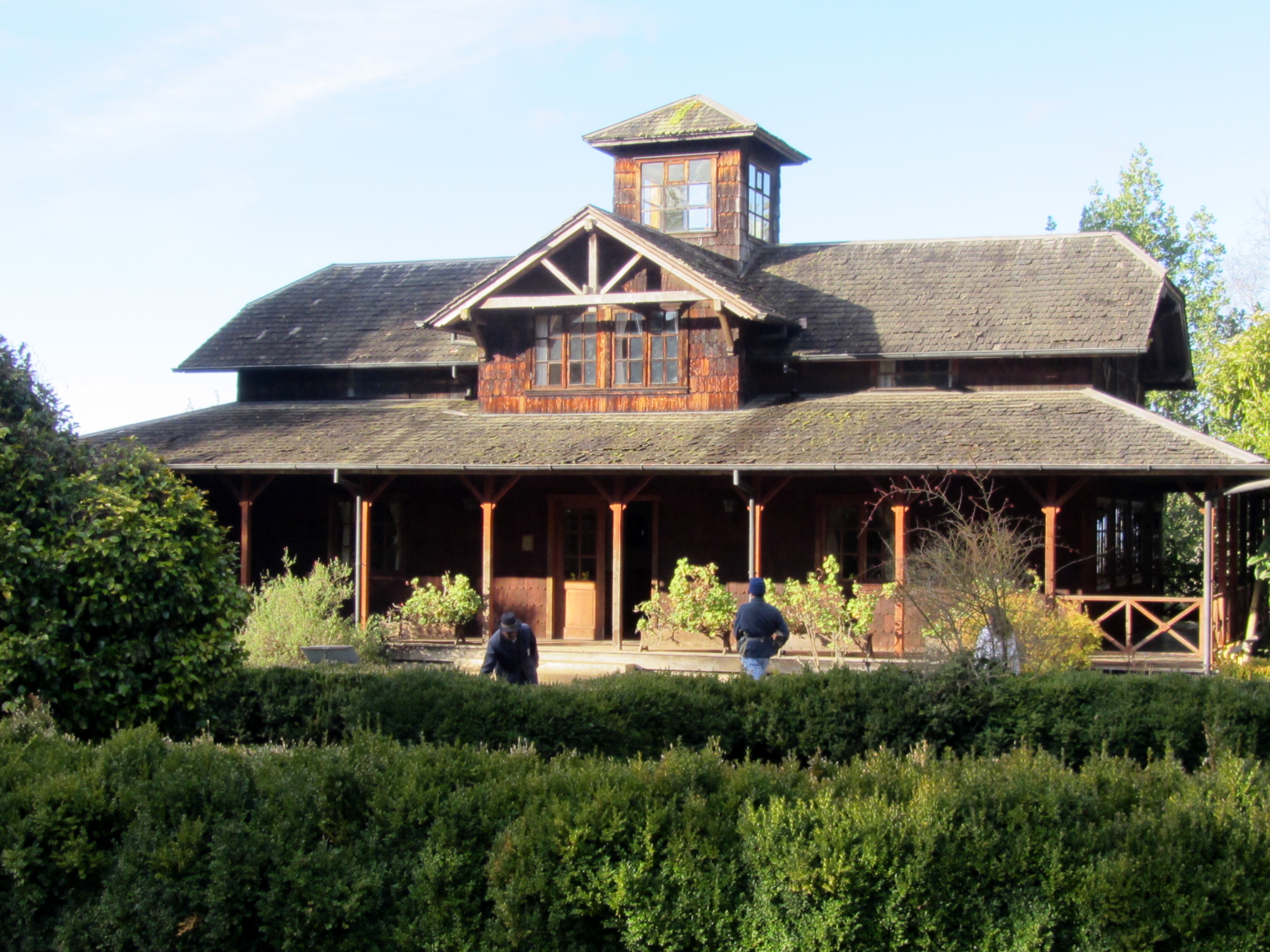
Casona de campo en Museo Colonial Alemán de Frutillar.

En 1937 se erigió el monumento "Unsern Ahnen" en el sector Totoral de la comuna de Llanquihue, primer monumento en homenaje a la colonización alemana del lago. Junto a ello, en la ciudad de Puerto Montt se inauguró, en 1952, un monumento a los cien años de la colonización alemana en la zona, ubicado frente al Club Alemán. En esta ciudad también existe un monumento a las familias de la colonización, construido por Cristián Florit y Olga Pérez en 1977 y localizado frente al Instituto Alemán, así como una reproducción de la misma obra en las proximidades de la Plaza de Armas de la ciudad, elaborado por Germán Miño el año 2002.
En términos museográficos, actualmente existen tres espacios dedicados principalmente al proceso de colonización alemana: el Museo Colonial Alemán de Frutillar, el Museo Alemán Antonio Felmer en Nueva Braunau, y el Museo El Colono de Puerto Octay. No obstante, por su relevancia en la historia regional, varios de los principales museos de la zona sur de Chile, como el Museo Histórico y Antropológico Maurice van de Maele de Valdivia, el Museo Histórico Municipal de Osorno y el Museo Histórico de Puerto Montt, también dedican salas a este proceso.